# Florence Arliss

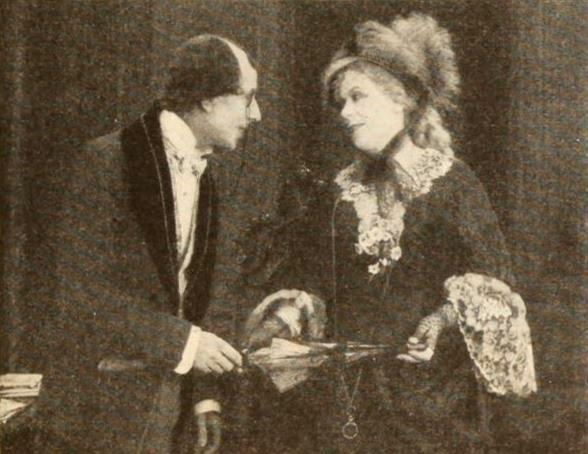
Florence Arliss im Film Disraeli (1921)

Florence Kate Arliss (* 29. Juli 1870 in London als Florence Kate Montgomery; † 12. März 1950 in Paddington, London) war eine britische Schauspielerin.
1899 heiratete die Bühnenschauspielerin ihren Kollegen George Arliss, mit dem sie bis zu seinem Tod im Jahr 1946 verheiratet blieb. Ihr Ehemann wurde in den folgenden Jahrzehnten einer der berühmtesten Bühnen- und Filmschauspieler der englischsprachigen Welt zu dieser Zeit. Florence Arliss spielte sowohl am Theater als auch später im Film mehrfach an der Seite ihres Ehemannes. So wirkte sie an Arliss’ berühmtester Rolle als Benjamin Disraeli im Theaterstück Disraeli zunächst auf der Bühne mit, dann auch in den Verfilmungen von 1921 und 1929 (letztere brachte George Arliss den Oscar ein). In den Hollywood-Komödien The Millionaire (1931) und Urlaub vom Thron (1933) verkörperte sie auch vor der Kamera die Ehefrau von George Arliss’ Hauptfiguren. Das Paar kehrte für ihren Lebensabend nach Großbritannien zurück und ist gemeinsam auf dem All Saints Churchyard im Londoner Stadtbezirk Harrow bestattet.

## Filmographie (Auswahl)
- 1921: The Devil
- 1921: Disraeli
- 1927: Disraeli
- 1931: The Millionaire
- 1933: Urlaub vom Thron (The King’s Vacation)
- 1934: Die Rothschilds (The House of Rothschild)